# 886 (číslo)
Osm set osmdesát šest je přirozené číslo. Římskými číslicemi se zapisuje DCCCLXXXVI a řeckými číslicemi ωπϝʹ. Následuje po čísle osm set osmdesát pět a předchází číslu osm set osmdesát sedm.

## Matematika
886 je:
- Deficientní číslo
- Složené číslo
- Poloprvočíslo
- Nešťastné číslo

## Astronomie
- (886) Washingtonia je planetka hlavního pásu, kterou v roce 1917 objevil George Henry Peters

## Ostatní
- +886 je mezinárodní telefonní předvolba Tchaj-wanu (číslo ale nebylo oficiálně přiděleno, u ITU je vedeno jako „vyhrazené“)

## Roky
- 886
- 886 př. n. l.